# بقایای محصول

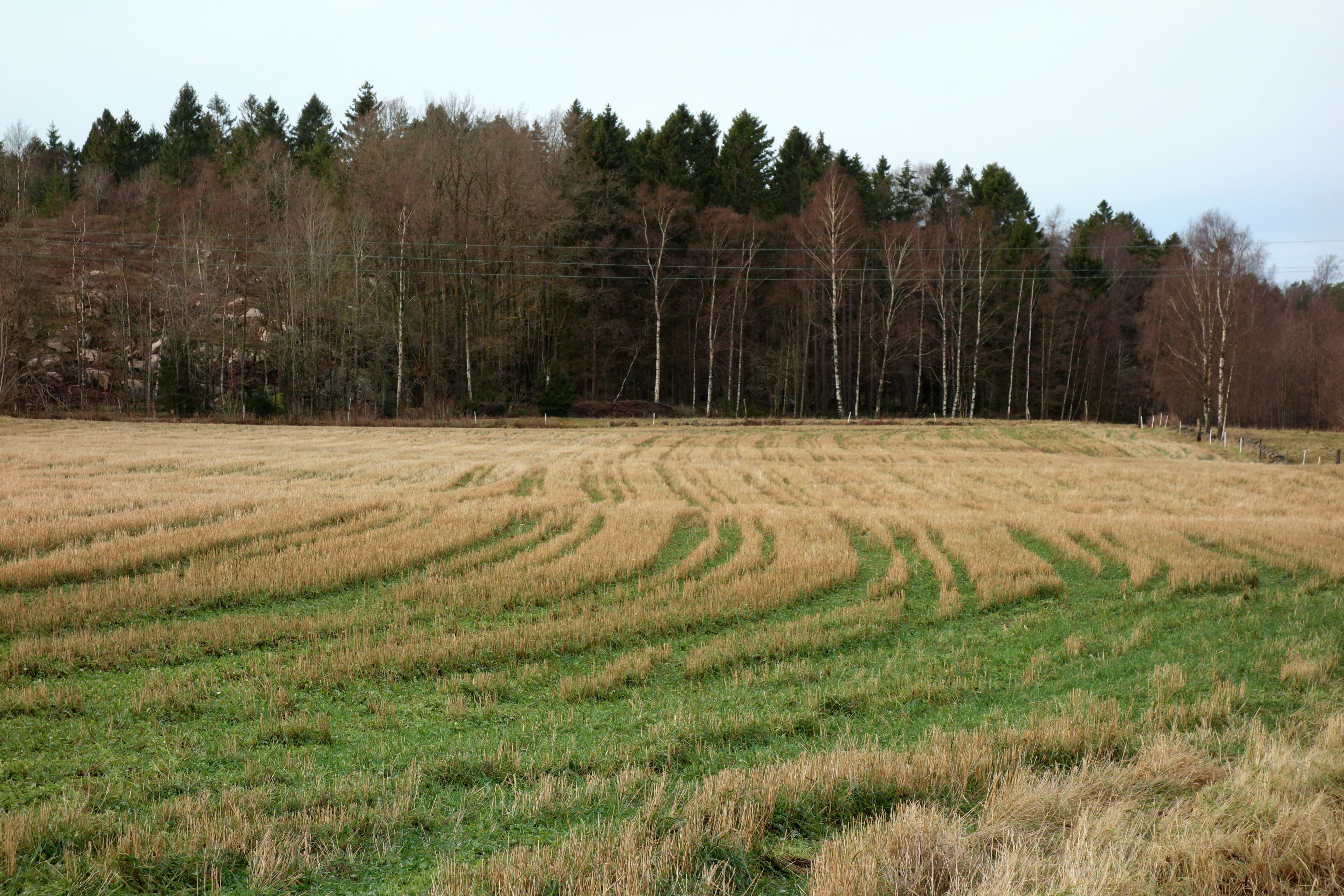
مزرعه کلش در براستاد، سوئد

بقایای محصول (به انگلیسی: Crop residue) مواد زائد تولیدشده توسط کشاورزی هستند که دو نوع دارند:
- بقایای مزرعه (Field residues) موادی هستند که پس از برداشت محصول در یک زمین کشاورزی یا باغ برجای می‌مانند. این باقیمانده‌ها شامل ساقه و کلش (ساقه)، برگ و غلاف بذر هستند. مدیریت خوب بقایای مزرعه می‌تواند سبب افزایش راندمان آبیاری و کنترل فرسایش شود. باقی‌مانده‌ها را می‌توان به‌طور مستقیم در زمین شخم زد یا در همان ابتدا سوزاند. در برابر آن، روش‌های کشاورزی بدون خاک‌ورزی، خاک‌ورزی نواری یا کاهش کشت برای به حداکثر رساندن پوشش بقایای محصول انجام می‌شود. برای برآورد پوشش برجای مانده می‌توان از اندازه‌گیری‌های ساده ترانسکت خطی استفاده کرد.[۴]
- بقایای فرآوری (Process residues)، موادی هستند که پس از فرآوری محصول به یک منبع قابل استفاده برجای می‌مانند. این باقیمانده‌ها شامل پوسته، دانه، باگاس، ملاس و ریشه هستند. آنها را می‌توان به عنوان علوفه دام و اصلاح‌کننده خاک، کود و در تولید بهره‌برداری کرد.